# 双坪彝族苗族乡
双坪彝族苗族乡是中华人民共和国贵州省毕节市赫章县下辖的一个民族乡。

## 行政区划
双坪彝族苗族乡下辖以下村级行政区划单位：
双坪村、鞍山村、高明村、营兴村、联丰村、石六缸村、海子村、拱桥村、犀牛山村、回水村、金山村、瓦店村、儿马冲村、胡来厂村、石庄村、五里村、刺竹村、河泉村、大石村、元街村、农田村、新田村、岔河村、坪子村、兴发村和红卫村。